# تشارلز وليامز (رسام)
تشارلز وليامز (بالإنجليزية: Charles Williams)‏ هو رسام أمريكي وبريطاني، ولد في 16 مارس 1965 في إيفانستون في الولايات المتحدة.